# Woldstedtius lopezi
Woldstedtius lopezi là một loài tò vò trong họ Ichneumonidae.